# Laigné
Laigné foi uma comuna francesa na região administrativa da Pays de la Loire, no departamento de Mayenne. Estendia-se por uma área de 21,54 km². Em 2010 a comuna tinha 1 450 habitantes (densidade: 67,3 hab./km²).
Em 1° de janeiro de 2018 fusionou-se, com a comuna de Ampoigné, na nova comuna de Prée-d'Anjou.